# عبد العزيز السكيرين
 عبد العزيز السكيرين (14 فبراير 1972 -)، ممثل سعودي، يعد من أكثر الممثلين مشاركة في الدراما السعودية.

## سيرته
هو موظف في وزارة الصحة. يهوى الغناء ويجيد العزف على العود، وكان يتمنى أن يكون مغنّيًا؛ فذهب في فترة الثمانينيات إلى برنامج المواهب الإذاعي «ستوديو رقم واحد»، وغنّى إحدى أغاني أم كلثوم مع العزف على العود، فطُلب منه إعادتها مع الفرقة الموسيقية ففعل. كانت تلك تجربته الغنائية الوحيدة، ما عدا رحلات الأصدقاء.
كانت بداية عمله ممثلاً صوتيًا في الإعلانات والمسلسلات الإذاعية، حتى صار صوته مألوفًا للناس. وفي 1993 ذهب لمشاهدة تصوير مسلسل، وصادف يومها تغيّب ممثل له دور صغير، فطلب منه المخرج تجربة أداء بدلاً عن الممثل الغائب، فأُعجب بأدائه. وكان المسلسل يصوَّر لصالح شركة «ألوان» التي كانت حينها تنتج مسلسلاً آخر اسمه «تلفون حسون»، فأدى فيه السكيرين أيضاً دورًا صغيرًا، ثم شارك في مسلسل لنفس الشركة اسمه «خمسة في انتداب». وفي تلك الفترة انضم إلى فريق مسلسل طاش ما طاش، وكان عنصرًا أساسيًا في مواسمه العديدة. أما انطلاقته الفعلية كممثل، فهو يرى أنها كانت في مسلسل «أحلام ضائعة» مع الممثل مطرب فواز والمخرج حسن حسني العبيدي، عبر التلفزيون السعودي عام 1997. ومنذ ذلك الحين هو يواصل الانتشار بالعمل الدؤوب في المسلسلات، كممثل مساند يتميّز بمقدرته على أداء مختلف الشخصيات. وبالإضافة إلى الأعمال التلفزيونية والإذاعية، له أعمال في المسرح والسينما.
في حوار صحفي نُشر في 2010، صرّح بأنه لا يطلب شهرة إعلامية، واعترف بأنه يفضل الأعمال الدرامية ولا يجيد الكوميديا، وشكى عدم منحه الأدوار بمساحات كافية في مسلسل طاش ما طاش، بعد مواسم عديدة أثبت فيها مقدرته الفنية.
في 2018 أتى العاصوف، المسلسل متعدد الأجزاء، كمحطة بارزة في مسيرة السكيرين؛ حيث أنه عمل ضخم مشهود، أخذ فيه أحد أدوار البطولة بشخصية محمد، أبو سعد، الملتزم دينيًا (المطوّع)، كبير إخوته في عائلة الطيّان. وفي حوار تلفزيوني، وصف الشخصية بأنها تلامس وجدان الجمهور السعودي، موضحًا أن النص استهواه لأنه ابن هذه البيئة ويعرف تفاصيلها.

## أعماله

### مسلسلات
| - تلفون حسون 1993 - طاش ما طاش 1994 - 2011 - عذاريب (1996) - أحلام ضائعة (1997) ماجد - الزمن والناس (1998) خالد - بعضنا كذا (1998) - شكرآ يا (2000) بكر - جروح بارده (2001) - دمعة عمر (2003) - القادم الغريب (2003) عامر - أبو العصافير (2004) - أخواني واخواتي (2005) يزيد - إمراة لاتشبه القمر (2005) عدنان - ماكو فكه (2006) - أبو شلاخ البرمائي (2006) - بيني وبينك (2007 - 2010) أبو سعد - يا ناس يا هووه (2008) - أيام السراب (2009) طلال - عطر (2009) - جاري يا حموده (2009) - وراك وراك (2009) - الخادمة - عذاب - صعب المنال - هوامير الصحراء - مزحه برزحه - سكتم بكتم - من الاخر - يا صديقي - واحد كابتشينو | - كلام الناس - قول في الثمنيات - وعد لزام - غشمشم - متعب القلب - لعبة المرأة رجل - المقطار - أبجد هوز - قلوب حائرة - أحلام رابح - أسوار - الساكنات في قلوبنا - أخوات موسى - مجاديف الأمل - دمعة عمر | - طيش عيال (رسوم متحركة) - العرفان - التحول العظيم - هذا حنا - الخطاف - سيلفي - مبتعثات - خميس بن جمعة - العاصوف - بنات الملاكمة - الميراث (2020) - ضرب الرمل - على الهوى (2022) - سكة سفر (2022) - العاصوف 3 (2022) - طاش العودة (2023) - هود الليل (2024). - كرمال الولد (2024). - سقف الوالد (2024). - عندما يزهر الخريف (2024). - شباب البومب - الشرار (2024). - الخطة ب (2024). - ليالي الشميسي (2025). - معاوية (2025). |

### مسرحيات
- ورشة غير 2005.
- معاملة خاصة 2009.
- أنا وأنت والانترنت 2011.
- الشنطة 2012.
- بخصوص بعض الناس 2022.

### أفلام
- صباح الليل 2008.
- 90 يوم (2022).[8]

## روابط خارجية
- عبد العزيز السكيرين على موقع قاعدة بيانات الأفلام العربية